# Burnley (Lancashire)
Burnley is een stad en het administratieve centrum van de bredere Borough of Burnley in Lancashire, Engeland, met in 2001 73.021 inwoners. Het ligt 34 km ten noorden van Manchester en 32 km ten oosten van Preston, aan de samenvloeiing van de rivier Calder en de rivier Brun. De stad ligt in de buurt van het platteland in het zuiden en oosten, met respectievelijk de steden Padiham en Brierfield in het westen en noorden. Het heeft een reputatie als regionaal kenniscentrum voor de maakindustrie en de lucht- en ruimtevaartindustrie. De stad begon zich in de vroege middeleeuwen te ontwikkelen als een aantal boerengehuchten omringd door herenhuizen en koninklijke bossen, en heeft al meer dan 700 jaar een markt. Tijdens de industriële revolutie werd het een van de meest prominente molensteden van Lancashire; op zijn hoogtepunt was het een van 's werelds grootste producenten van katoenen stof en een belangrijk technisch centrum. Burnley heeft een sterke productiesector behouden en heeft sterke economische banden met de steden Manchester en Leeds, evenals naburige steden langs de M65-corridor. In 2013 ontving Burnley als erkenning voor het succes een Ondernemende Groot-Brittannië-prijs van de Britse regering, omdat het de "meest ondernemende regio in het Verenigd Koninkrijk" was. 
Burnley is verder bekend van de traditie- en historievolle club Burnley FC. De club speelt sinds 1883 haar wedstrijden in het stadion Turf Moor.

## Geboren
- John Tattersall (1850), industrieel
- Ian McKellen (1939), acteur
- Eric Haydock (1943), gitarist (The Hollies)
- Mark Talbut (1962), voetbaltrainer en voormalig voetballer
- Lee Ingleby (1976), film-, televisie- en toneelacteur
- Daniel Barritt (1980), rallynavigator
- Steven Burke (1988), wielrenner
- Jay Rodriguez (1989), voetballer
- Oliver Norwood (1991), Noord-Iers voetballer
- Liam Grimshaw (1995), voetballer
- Harvey Barnes (1997), voetballer
- Hollie Steel (1998), zangeres

## Trivia
- Burnley was ooit een van de hoofdproducenten van katoenen stof in de wereld. Tegenwoordig is deze industrie in de plaats (zichtbaar) vervallen.
- Richard Towneley (1629–1707) uit Burnley was de eerste die systematische regenmetingen deed; hij publiceerde deze in Philosophical Transactions.[1]

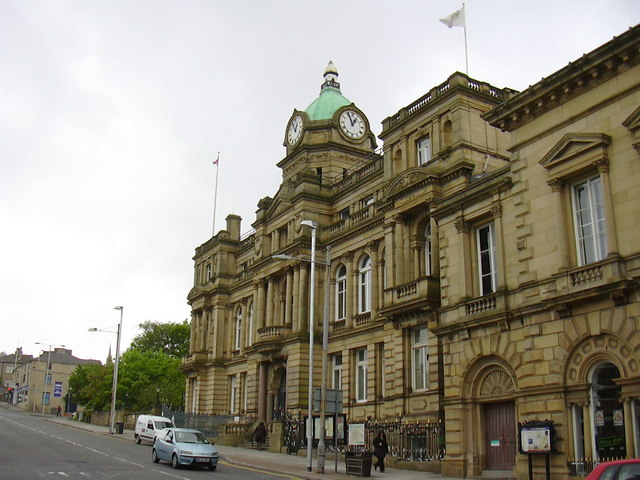
Stadhuis